# Adolf Endl

Adolfs Endls Partezettel (1887)

Adolf Endl (* 20. Juni 1847 in Wien; † 2. April 1887 ebenda) war ein österreichischer Architekt des Historismus im 19. Jahrhundert.
Um 1876 hat der Architekt und Stadtbaumeister Adolf Endl gemeinsam mit dem Stadtbaumeister Josef Honus (1850–1913) die Firma „Endl & Honus“ gegründet, die in mehreren Wiener Bezirken zahlreiche repräsentative historistische Häuser errichtet hat. Adolf Endls Lebenswerk, das aus zahlreichen Bauten besteht, die das Wiener Stadtbild prägen, wurde vom „Neuen Wiener Tagblatt“ durch folgenden Nachruf gewürdigt: „Dieser Tage wurde ein Mann zu Grabe getragen, der sich durch eigene Kraft, durch Talent und Energie vom einfachen Polier zu einem der tüchtigsten und beschäftigtsten Baumeister Wiens aufgeschwungen hatte. Adolf Endl hat binnen wenigen Jahren weit über zweihundert Bauten fertiggestellt. Ihm verdankt Wien die Parzellirung und Verbauung von Gründen, an die sich so leicht kein Bauherr sonst wagte. Die Schuttablagerungsplätze um den Volkert und gegen die Nordwestbahn hin verwandelte er in einen dichtbewohnten Stadttheil, die nach zwei Seiten abgesperrte Castelletzgasse öffnete er und baute sie aus. Seine große Häusergruppe in Meidling [Schönbrunnerstraße 263, 265, 267, 269 und 271] erregte sogar die Aufmerksamkeit des Kaisers und wenn der Monarch nach Schönbrunn fuhr, ließ er oft bei der Gruppe langsam vorbeifahren, um die Fortschritte am Bau zu verfolgen. […]. Endl, der oft mit Hintansetzung jedes Vortheils Straßenregulirungen vornahm, zeichnete sich auch durch vortrefflichen künstlerischen Geschmack aus und paßte seine Bauten immer der Umgebung an. Zuletzt beschäftigte ihn außer vielen anderen Bauten die Errichtung zweier großer Häuser in der Weihburggasse, von welchen die Souterrain-Lokalitäten des einen für ein römisches Bad mit einer Wasserheilanstalt, des andern für eine Dampfbäckerei eingerichtet werden.“
Seit 1874 war Adolf Endl mit Johanna Lang (1839–1922) verheiratet, deren Sohn der spätere Stadtbaumeister Anton Lang (1860–1940), Vater des Filmregisseurs Fritz Lang (1890–1976) war. Adolf und Johanna Endl hatten zwei Töchter, die beide bereits im Kindesalter starben: Adelheid (1875–1877) und Adolfine Endl (1878–1882).
Nach Endls plötzlichem Schlaganfall-Tod im April 1887 trat sein Stief- bzw. Adoptivsohn Anton Lang die Eigentümernachfolge an, weshalb die Firma „Endl & Honus“ in „Honus & Lang“ umbenannt wurde. Sie geriet Ende der 1880er-Jahre in massive finanzielle Schwierigkeiten und musste 1890 Konkurs anmelden.
Bereits 1885 hatten „Endl & Honus“ das Grundstück Weihburggasse 18–20 erworben, wo „Endl & Honus“ (bis 1887) ein repräsentatives Wohn- und Geschäftshaus bzw. „Honus & Lang“ (ab 1887) im Mezzanin, im Parterre und im Souterrain das Central-Bad, eine großzügig angelegte öffentliche Badeanstalt errichteten. Dieses Projekt, dessen Vollendung durch Anrainer-Beschwerden und -Einwände verzögert wurde, konnte erst nach Endls Tod von Endls Partnern bzw. Nachfolgern „Honus & Lang“ sowie Albert Constantin Swoboda fertiggestellt werden.

## Galerie

Castellezgasse 1: Firmen-Sitz von „Endl & Honus“ und „Honus & Lang“, zudem Wohnsitz der Familie Lang
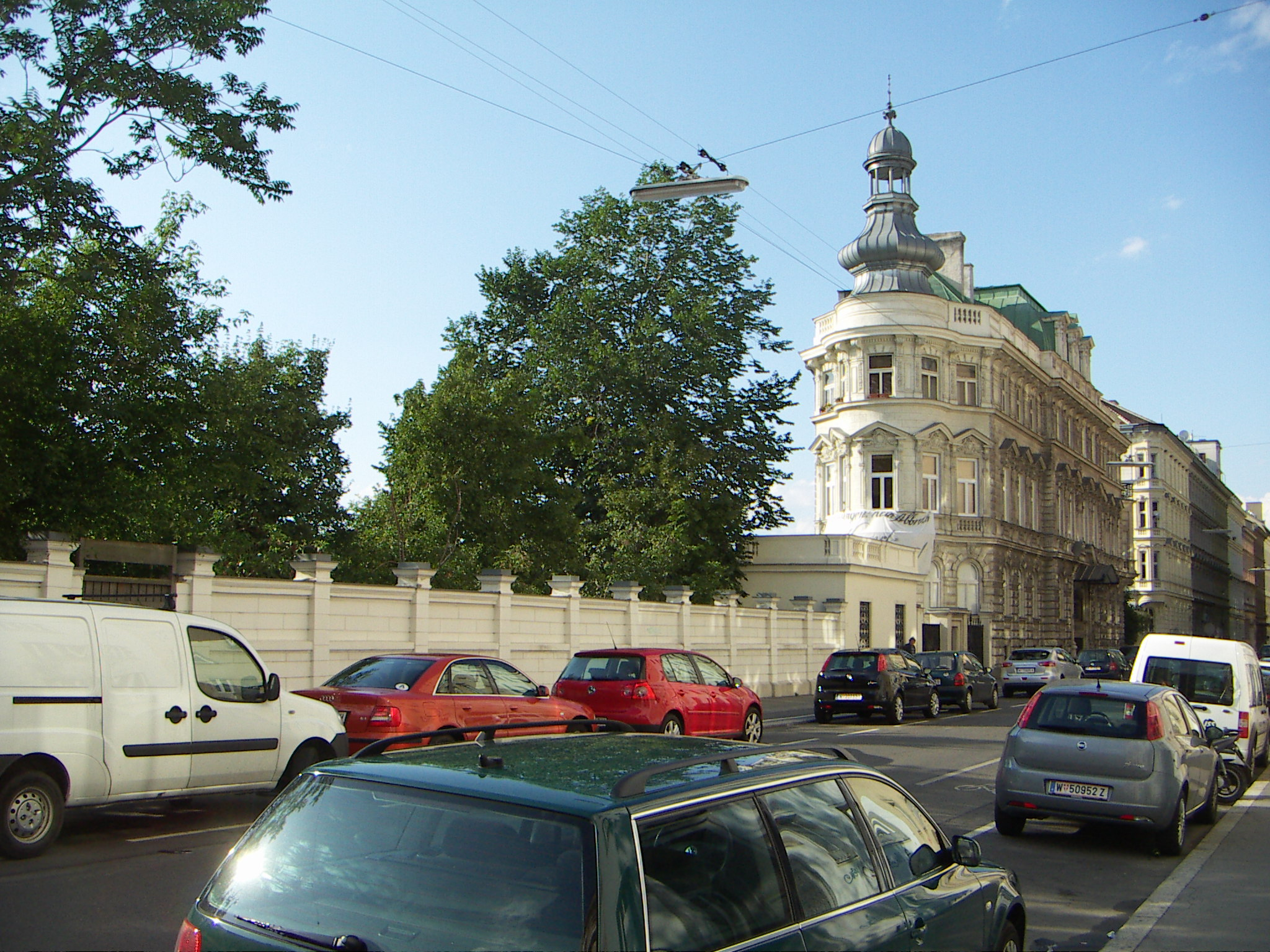
Castellezgasse 1: Firmen-Sitz von „Endl & Honus“ und „Honus & Lang“, zudem Wohnsitz der Familie Lang
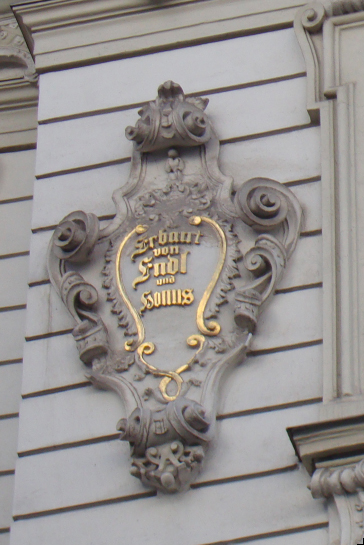
Architekten-Kartusche, Central-Bad, Weihburggasse 18–20 (1887)
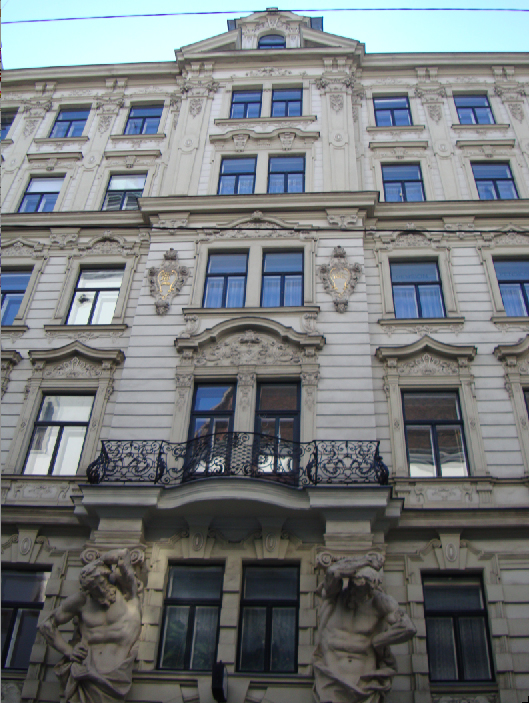
Wien-Innere Stadt, Weihburggasse 18–20
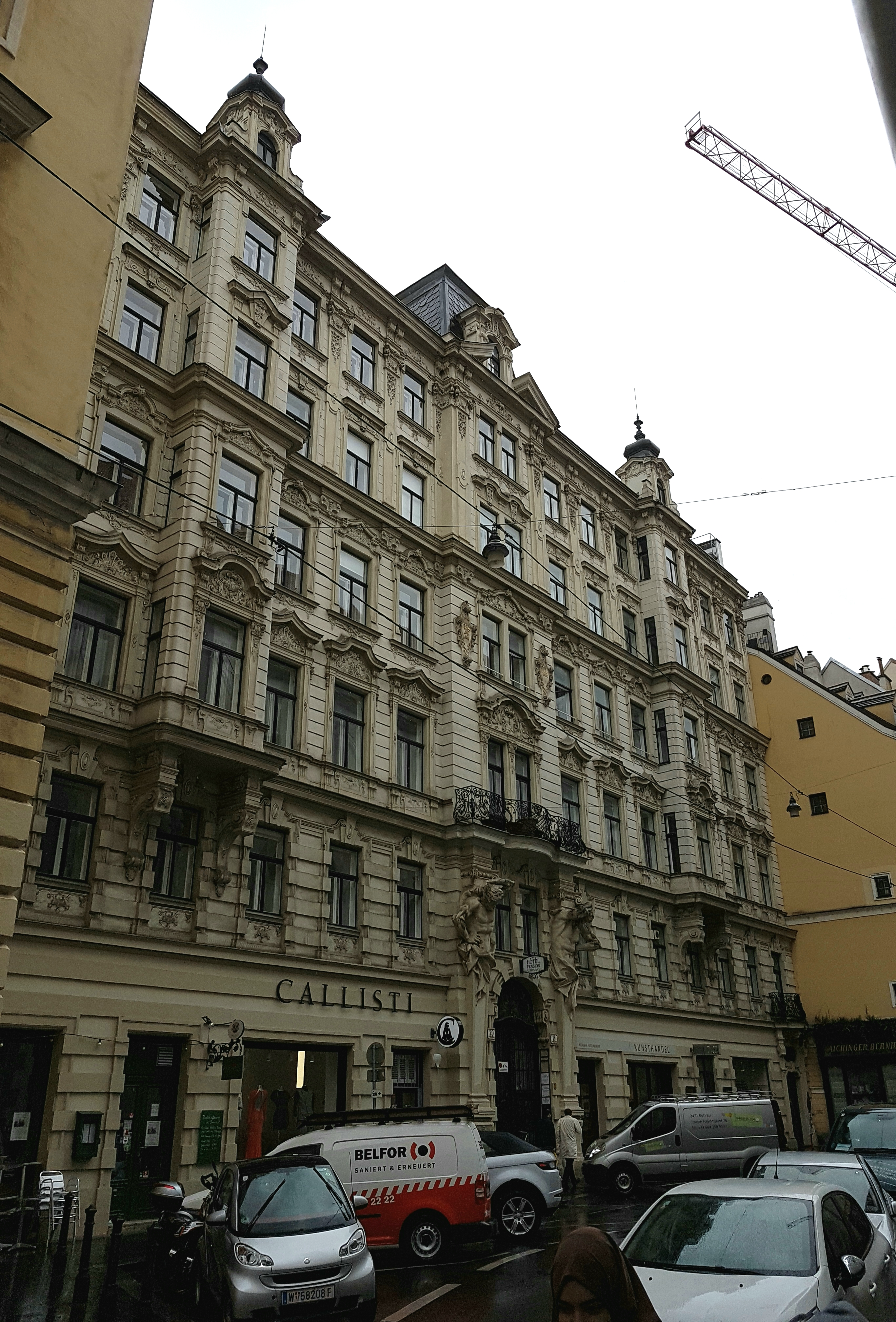
Wien-Innere Stadt, Weihburggasse 18–20
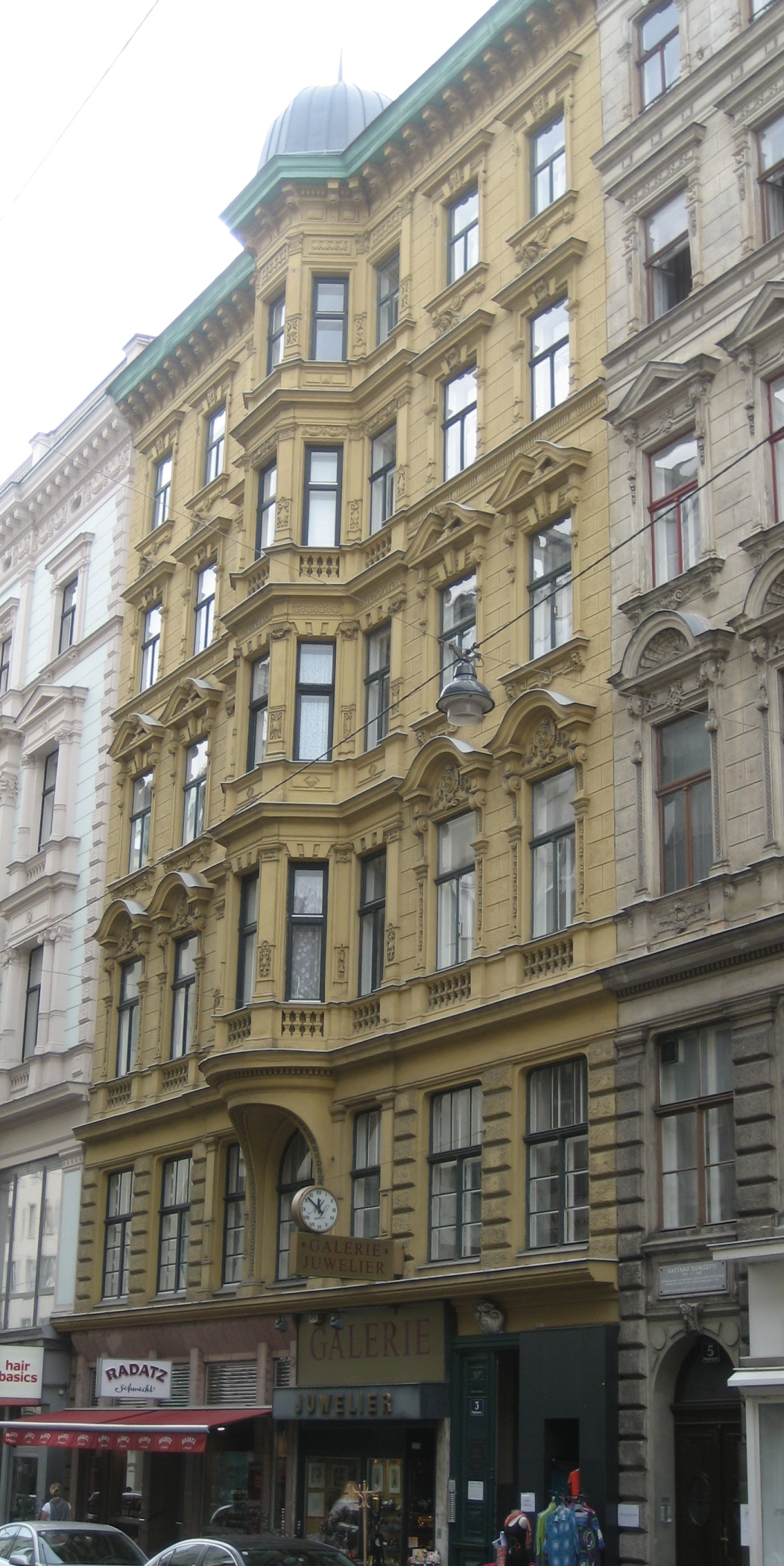
Wien-Innere Stadt, Wipplingerstraße 3
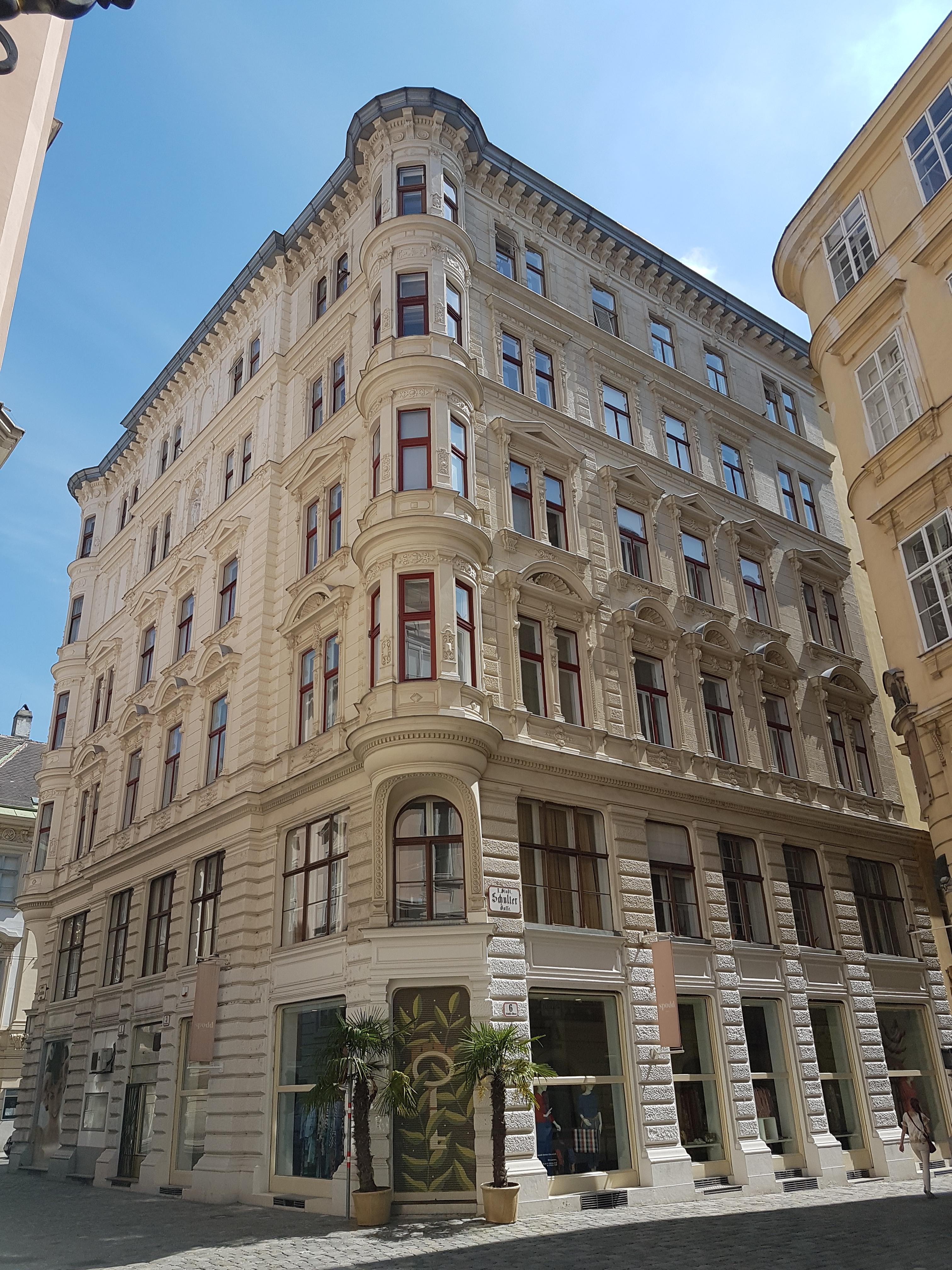
Wien-Innere Stadt, Wipplingerstraße 5
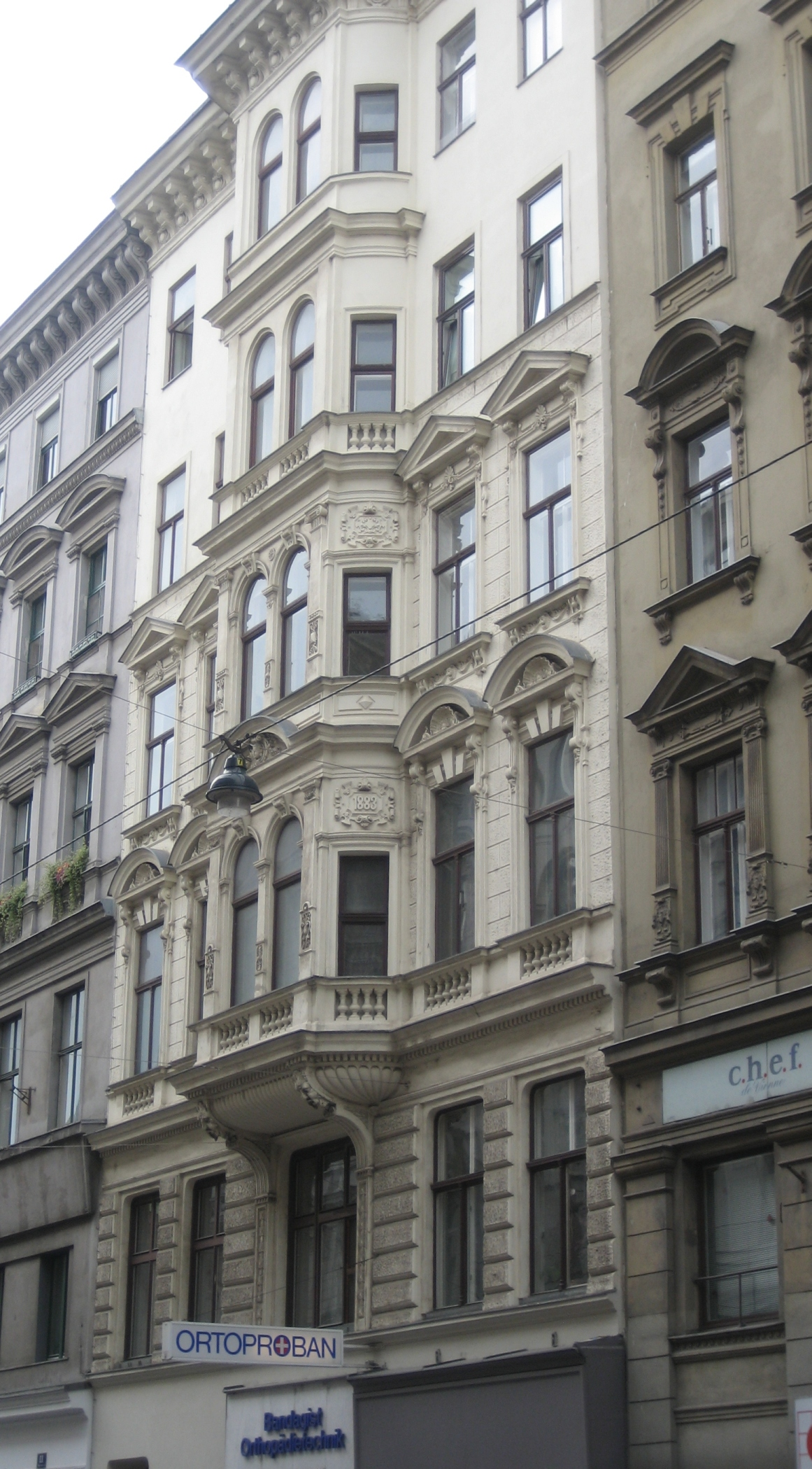
Wien-Innere Stadt, Wipplingerstraße 13
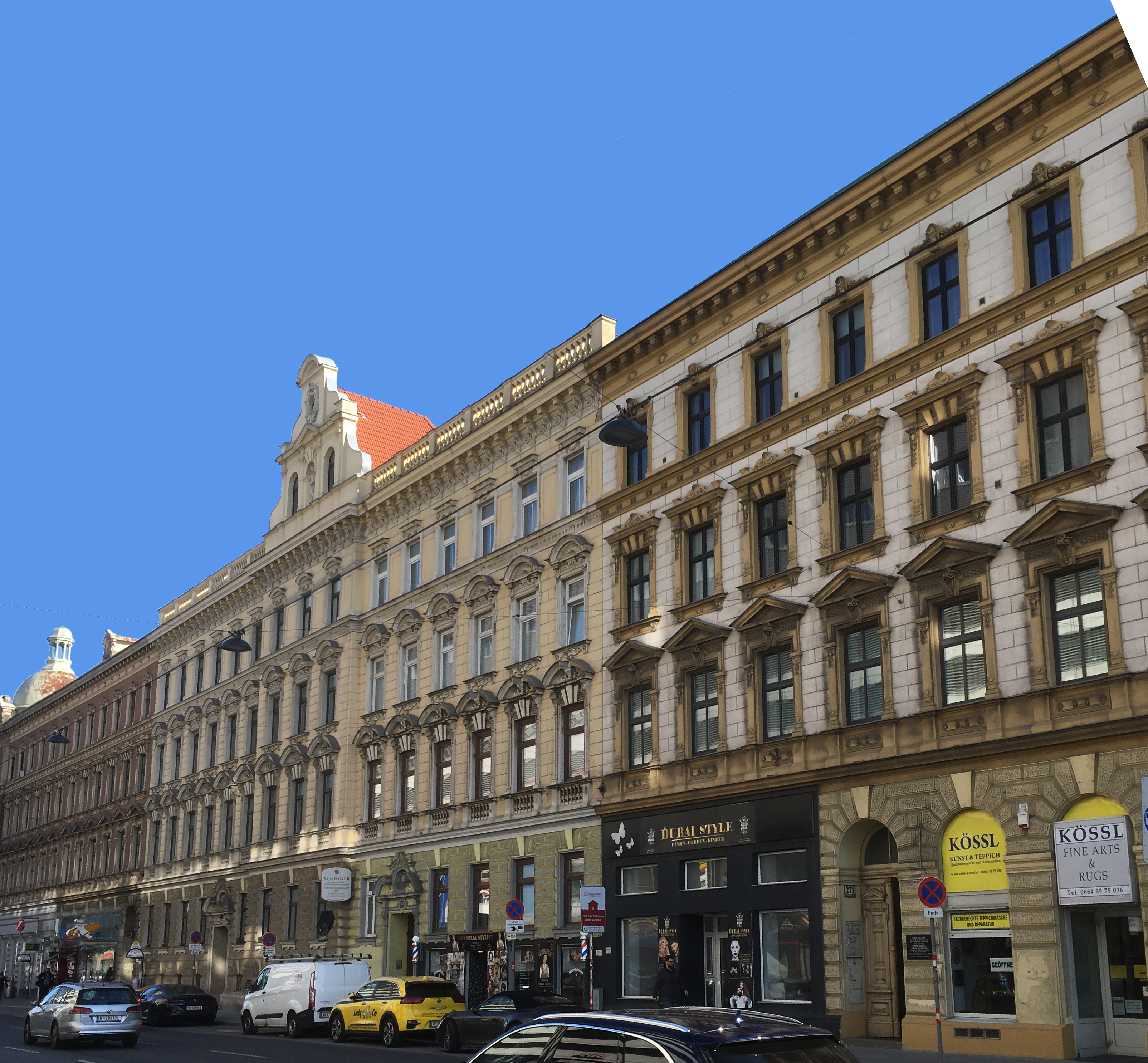
Die von „Endl & Honus“ errichtete Häuserzeile Schönbrunner Straße 263 bis 271 in Meidling